# Maria de Lourdes Pintasilgo

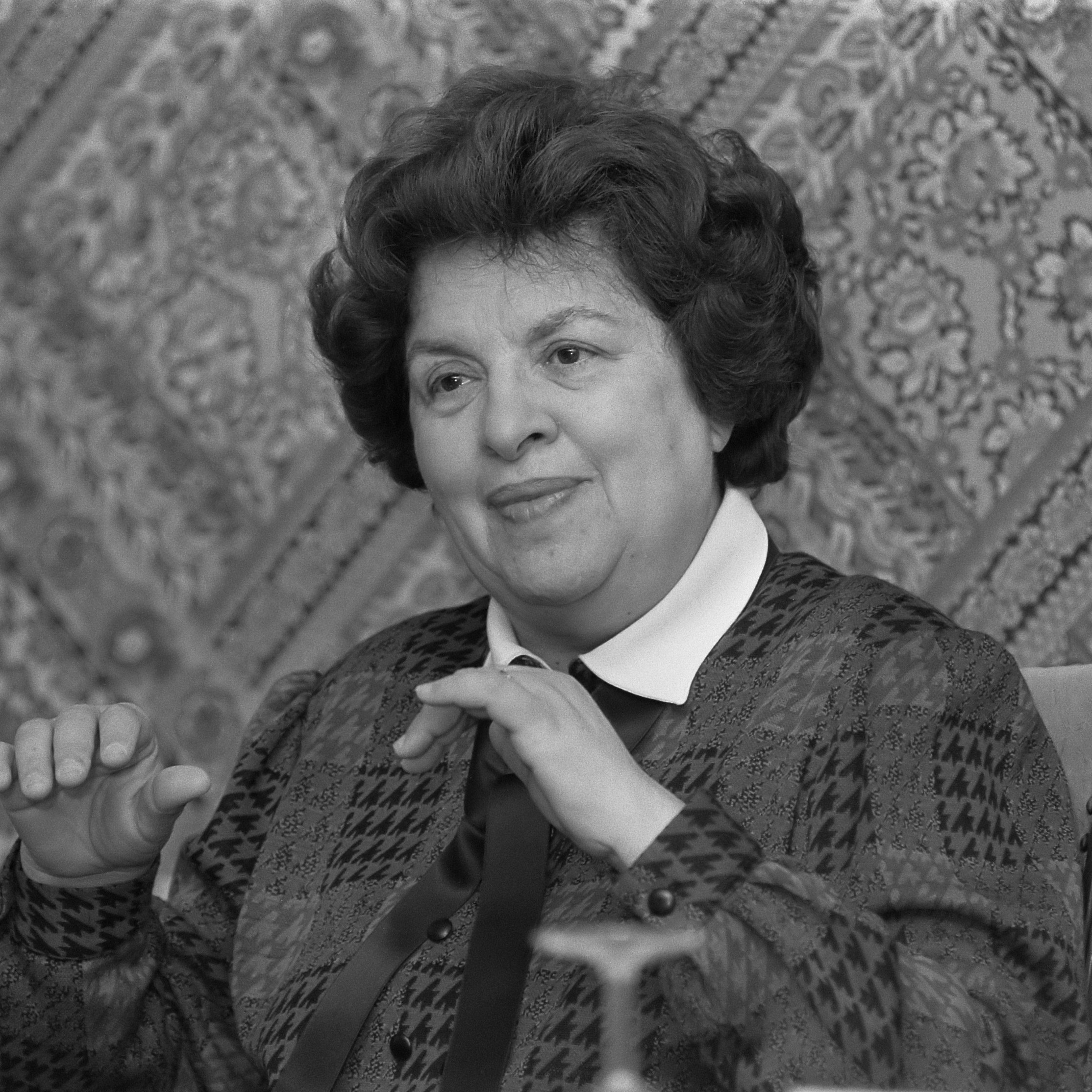
Maria de Lourdes Pintasilgo (1986)

Maria de Lourdes Ruivo da Silva Matos Pintasilgo (Abrantes, 18 januari 1930 - Lissabon, 10 juli 2004) was een Portugees politica en eerste minister. Tot nu toe is ze de eerste en enige vrouwelijke premier van Portugal geweest.
Maria de Lourdes Pintasilgo studeerde aan de Technische Universiteit Lissabon af als industrieel chemisch ingenieur. Al sinds haar studietijd was ze ook actief in katholieke studentenorganisatie. Als linkse katholiek stond ze vooral dicht bij de Partido Socialista, maar ook nadat de partij na de Anjerrevolutie weer toegelaten was, werd ze geen officieel lid van de partij.
Na de Anjerrevolutie was ze minister van Sociale Zaken in de regering van Vasco Gonçalves, waarna ze haar land als ambassadeur vertegenwoordigde bij de UNESCO.

## Levensloop
Nadat in 1976 het grondwetgevende regeringssysteem in Portugal terugkeerde, werd de Partido Socialista bij de eerste vrije parlementsverkiezingen de grootste partij van Portugal. De partij had echter geen absolute meerderheid. Vervolgens werd Mário Soares premier van een regering van PS en CDS, die in 1978 ten val kwam. Vervolgens benoemde president António Ramalho Eanes vanaf 28 augustus 1978 voornamelijk onafhankelijke politici tot eerste minister. Omdat deze onafhankelijke regeringen meestal niet ondersteund werden door het parlement, kwamen deze al gauw ten val. Nadat in 1979 de tweede onafhankelijke regering onder leiding van Carlos Mota Pinto ten val kwam, werd de Lourdes Pintasilgo op 1 augustus 1979 tot de nieuwe premier benoemd. Ze stond aan de leiding van een interim-regering, omdat de partijen al voor het begin van haar ambtstermijn het eens waren om nieuwe, vervroegde, verkiezingen uit te schrijven. Deze verkiezingen vonden op 2 december 1979 plaats en werden gewonnen door de conservatieve PSD. Op 3 januari 1980 gaf ze het premierschap door aan de leider van de PSD, Francisco Sá Carneiro.
Bij de presidentsverkiezingen van 1986 nam ze deel als onafhankelijk kandidate. Ze haalde echter 7 % van de stemmen en had daarmee de vierde plaats. Vervolgens trad ze toe tot de PS en zetelde voor deze partij van 1987 tot 1989 in het Europees Parlement.
- Bibsys: 90931196
- Biblioteca Nacional de España: XX1133084
- Bibliothèque nationale de France: cb12631837w (data)
- Gemeinsame Normdatei: 138062668
- International Standard Name Identifier: 0000 0000 7970 2179
- Library of Congress Control Number: n81028685
- Nationale bibliotheek van Australië: 36546161
- Nederlandse Thesaurus van Auteursnamen: 069065268
- Réseau des bibliothèques de Suisse occidentale: 02-A000130935
- Système universitaire de documentation: 060243473
- Virtual International Authority File: 8702169
- WorldCat: E39PBJxCwC8hg7dVGtWFVYxMT3